# Gomecha
Gomecha (en euskera y oficialmente Gometxa) es un concejo del municipio de Vitoria, en la provincia de Álava, País Vasco (España).

## Toponimia
En el año 1025 en la Reja de San Millán aparece con el nombre de gGomegga. Y desde 1087, Gomecha.

## Localización
Gomecha se sitúa junto a la N-102. 5 km separan esta localidad del centro de Vitoria. 

## Geografía
El concejo forma parte de la Zona Rural Suroeste de Vitoria. Por esta localidad transcurre el Camino de Santiago y hay varias señales que lo indican.  

### Localidades limítrofes
|               | Norte: Lermanda                          |                |
| Oeste: Aríñez |                                          | Este: Armentia |
|               | Sur: Condado de Treviño y Berrosteguieta |                |

## Historia
Relatan las crónicas que en 1565 fallecieron 98 personas de los alrededores y el cura de este pueblo por la peste. Este lugar fue además campo de batalla entre Enrique de Trastámara y Pedro I El Cruel y escenario de la batalla de Vitoria de 1813 entre aliados y fuerzas napoleónicas.
A mediados del siglo XIX, cuando formaba parte del ayuntamiento de Ali, tenía 80 habitantes. Aparece descrito en el octavo tomo del Diccionario geográfico-estadístico-histórico de España y sus posesiones de Ultramar de Pascual Madoz de la siguiente manera:

GOMECHA: l. del ayunt. de Alí (½ leg.), prov. de Alava, part. jud. de Vitoria (1), c. g. de las Provincias Vascongadas, aud. terr. de Burgos (21), dióc. de Calahorra (18): sit. al SO. de la cap., con clima templado y saludable. Tiene 14 casas, igl. parr. dedicada á la Transfiguracion del Señor, y servida por un beneficiado cura con título perpetuo, y una fuente de buenas aguas. El térm. confina N. Zuazo; E. Armentia; S. la cord. de montes entre Alava y Treviño, y O. Ariñez: dentro de este radio y campo llamado de Sarrichu, hay un cas. notable con hermoso huerto, perteneciente á D. Iñigo Ortiz de Velasco, marqués de Alameda. El terreno es de mediana calidad: le baña una regatilla que baja de los montes. caminos: pasa tocando al pueblo la carretera de Castilla á Francia. El correo se recibe en Vitoria. prod.: toda especie de granos y varias frutas; mantiene ganado, y hay caza en el monte. ind.: un molino harinero de nueva planta, pero de una piedra solamente. pobl.: 13 vec., 80 alm. contr. con su ayunt. (V.)
(Madoz, 1847, pp. 439-440)

Décadas después, ya en el siglo XX, se describe de la siguiente manera en el tomo de la Geografía general del País Vasco-Navarro dedicado a Álava y escrito por Vicente Vera y López:

Gomecha.—Aldea separada de Vitoria 4,360 metros, con 23 viviendas, 22 de dos pisos y 1 de uno. Tiene una población de 118 almas de hecho y derecho, de las que son varones 62 y hembras 56. Su parroquia, rural de segunda clase, pertenece al arciprestazgo de Armentia y está dedicada á la Transfiguración del Señor. Carece de escuela pública y los niños asisten á la de Armentia. Confina, al N, con Zuazo; al S., con Zumelzu; al E., con Armentia y al O. con Ariñez. Produce cereales, legumbres y frutas y cría ganado de varias clases. A esta aldea pertenecen los montes comunales del Pagaduya, de 33 hectáreas; Recalde, de 60; El Encinal, de 20; Achurdín, de 21, y Arambalza, de 12; en todos crece el roble quejigo, menos en el último, que es de haya. En su término y en el llamado campo de Sarrichu, se levanta una hermosa casa con lozano huerto, propiedad del marqués de Alameda. Comunica con Vitoria por la carretera de dicha ciudad á Treviño. Fué una de las aldeas agregadas en 1332.
(Vera y López, 1915-1921, p. 351)

## Demografía
La población del concejo se sitúa en torno al medio centenar de habitantes, contando en el año 2018 con 49 según el Padrón Municipal de habitantes de Vitoria.
| Gráfica de evolución demográfica de Gomecha entre 2000 y 2018                                            |
| |
| Población (2000-2017) según los censos de población del INE. Población según el padrón municipal de 2018 |

## Cultura

### Patrimonio material

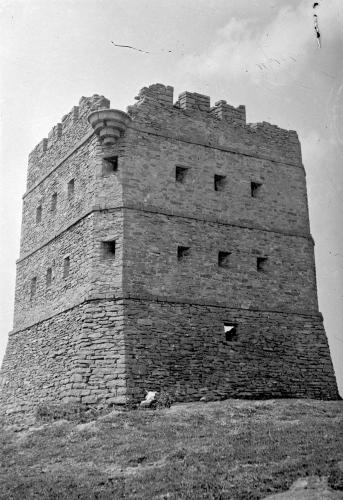
Fotografía antigua del castillo de Gomecha

- Iglesia de la Transfiguración. Contiene un retablo mayor barroco de pequeñas dimensiones, además con la Virgen del Rosario y San Blas en los retablos laterales.[3][9]
- Castillo de Gomecha o de Esquível. Pese a ser conocido como castillo, en realidad se trata de una antigua torre fusilera o de señales, que recibe su nombre por situarse en un monte contiguo a Gomecha y Esquível. Actualmente apenas se conserva una de las paredes y algo de dos de sus esquinas; se adivina una torreta en una de ellas y se conservan varias ventanas abocinadas. Originalmente, su planta era cuadrada, de unos nueve metros de lado.[10]
- Ermita de Santiago y monasterio de San Miguel. Ambos desaparecidos.
- Casa notable con huerto, perteneciente a los sucesivos marqueses de la Alameda.
- Cantera de piedra. En los montes de Gomecha y Esquíbel, se encuentra una cantera de piedra de valor histórico aunque la última partida salió a mediados del siglo pasado.[3]
- Juego de bolos.[11]

### Patrimonio inmaterial
- La vecindad del concejo era conocida con el apodo de "Candiles, Candileros o Gomechinos"[3]
- La juventud del pueblo organizan el último fin de semana de julio el "Pikotako Rock Festival", que en 2024 celebró su 20º aniversario.[12]
- Sus fiestas patronales se celebran en septiembre.[13]